# Sambro Island Lighthouse
Sambro Island Lighthouse, gelegentlich auch Sambro Lighthouse, ist ein Leuchtturm (englisch Lighthouse) in der kanadischen Provinz Nova Scotia. Er steht auf der gleichnamigen Inselgruppe, etwa 12 Seemeilen (22 Kilometer) südlich vom Hafen Halifax. Der Leuchtturm ist seit 1759 in Betrieb und der älteste erhaltene Leuchtturm in Amerika.

## Geschichte
Das Fehlen eines Leuchtturms für die sichere Ansteuerung des Hafens von Halifax wurde schon kurz nach der Gründung der ersten Siedlung festgestellt. Der Bau wurde 1758 genehmigt und das erste Leuchtfeuer ging 1759 auf Sambro Outer Island in Betrieb. Der steinerne Turm war 60 ft (18,3 m) hoch und hatte eine Feuerhöhe vom 115 ft (35,1 m). Das Leuchtfeuer wurde anfangs mit Tran betrieben und entsprechend schnell wurde die Tragweite durch verrußte Scheiben gemindert. Darüber hinaus wurde die Lampe nicht immer wieder gleich gezündet, wenn sie mal verlosch. Diese Einschränkungen führten 1771 zum Verlust der Sloop Granby. Nach der Untersuchung des Schiffsunfalls wurde die Verantwortung für den Leuchtturm 1772 an die Marine übertragen.
1864 erhielt das Leuchtfeuer eine eiserne Laterne und 1906 wurde der Turm um 22 ft (6,7 m) verlängert. Auf dem höheren Turm wurde dann auch eine Fresnel-Linse erster Ordnung installiert.
Im Januar 1950 bemerkte der Leuchtfeuerwärter, dass der Leuchtturm schwankte. Einige Steine hatten sich im Fundament durch zerbrochenen Mörtel gelöst. Die Turmbasis wurde daraufhin durch einen zwei Meter hohen Betonkragen verstärkt.
1966 wurde die Fresnel-Linse durch ein rotierendes Flugplatzfeuer (englisch Aerobeacon) vom Typ DCB-36 ersetzt. Die Laterne wurde danach entfernt und der Turm erhielt seine heutige Höhe von 82 ft (25 m).
Nach dem mehrmaligen Bruch des Seekabels wurden das Leuchtfeuer und das Nebelhorn am 28. März 2008 auf Sonnenenergie umgestellt und das Flugplatzfeuer durch das System TRB-400 (Tideland Rotating Beacon) (ähnlich dem VRB-25) ersetzt.
Der Bau des Leuchtturm wurde am 20. Mai 1937 durch die kanadische Regierung als ein „nationales historisches Ereignis“ gewürdigt. Der Leuchtturm ist außerdem seit 1996 im Canadian Register of Historic Places gelistet.

## Sonstiges
Foto Sondermünze aus Silber, 2004

Link zum Bild

Dem Leuchtturm wurde 2004 durch die Royal Canadian Mint eine Sondermünze aus Silber mit einem Nominal von 20 C $ gewidmet. Durch die Canada Post wurde 2007 eine Serie von fünf Briefmarken mit der kanadischen Flagge und Leuchttürmen zum Wert von 0,52 C $ u. a. mit dem Abbild des Sambro-Leuchtturms herausgegeben.